# (8555) Mirimao
(8555) Mirimao (1995 LD) – planetoida z pasa głównego asteroid okrążająca Słońce w ciągu 3,62 lat w średniej odległości 2,36 au. Odkryta 3 czerwca 1995 roku.